# Lygodactylus scheffleri
Lygodactylus scheffleri är en ödleart som beskrevs av  Richard Sternfeld 1912. Lygodactylus scheffleri ingår i släktet Lygodactylus och familjen geckoödlor.

## Underarter
Arten delas in i följande underarter:
- L. s. compositus
- L. s. laterimaculatus
- L. s. scheffleri
- L. s. ulugurensis